# Katja Krasavice
Katja Krasavice, pseudonimo di Katrin Vogelová (Teplice, 10 agosto 1996), è una cantante, rapper e youtuber ceca naturalizzata tedesca.

## Biografia
Nata a Teplice da madre ceca, Krasavice ha trascorso la sua infanzia a Liebschütz e ha citato Cardi B e Nicki Minaj come modelli di ispirazione.
Ha visto la svolta commerciale con il singolo di debutto del 2017 Doggy, che è entrato nella top five della classifica austriaca e in top ten di quella tedesca, nonché in top thirty della graduatoria svizzera. Con il suo secondo singolo messo in commercio l'anno seguente, Dicke Lippen, è riuscita ad arrivare alla vetta della Ö3 Austria Top 40 e in top five della Offizielle Deutsche Chart.
Nel 2020 è uscito il suo primo album in studio, Boss Bitch, anticipato dai singoli Gucci Girl, Sugar Daddy, Wer bist du e Casino, che ha debuttato in vetta alla classifica degli album tedesca, alla 2ª posizione della classifica austriaca e in top five nella Schweizer Hitparade. L'anno successivo incide con la partecipazione di Elif Highway, permettendo quindi alla cantante di conquistare la sua prima numero uno nella Offizielle Deutsche Chart dei singoli, dopo aver eserdito direttamente in cima alla relativa classifica. Il singolo è stato incluso nel secondo album in studio Eure Mami, che ha esordito in vetta alla classifica degli album tedesca. Eure Mami è risultato il 3º disco più venduto in Germania durante il primo quarto del 2021. In seguito all'uscita del remix di Best Friend di Saweetie ha conquistato la sua seconda numero uno nella hit parade nazionale.
Il terzo LP, intitolato Pussy Power, è stato presentato l'11 febbraio 2022 ed è stato trainato da tre estratti, di cui due posizionatisi al vertice in Germania. Nel settembre 2023 è stata la volta del quarto disco di inediti, intitolato Ein Herz für Bitches e anch'esso numero uno in Germania.

## Discografia
- 2020 – Boss Bitch
- 2021 – Eure Mami
- 2022 – Pussy Power
- 2023 – Ein Herz für Bitches

## Libri
- Die Bitch Bibel. Riva anima Verlag, 2020, ISBN 978-3-96775-002-7.